# Банјил делс Апр
Банјил делс Апр (фр. Banyuls-dels-Aspres) насеље је и општина у јужној Француској у региону Лангдок-Русијон, у департману Источни Пиринеји која припада префектури Сере.
По подацима из 2011. године у општини је живело 1217 становника, а густина насељености је износила 115,57 становника/km². Општина се простире на површини од 10,53 km². Налази се на средњој надморској висини од 114 метара (максималној 124 m, а минималној 41 m).

## Демографија
| 1962. | 1968. | 1975. | 1982. | 1990. | 1999. | 2011. |
| ----- | ----- | ----- | ----- | ----- | ----- | ----- |
| 710   | 724   | 683   | 660   | 850   | 1.007 | 1.217 |

График промене броја становника у току последњих година